# Râul Scărișoara, Dealu
Râul Scărișoara este un curs de apă, afluent al râului Dealu. 